# Fletcher-Nunatakker
Die Fletcher-Nunatakker sind zwei Nunatakker im westantarktischen Ellsworthland. Sie liegen 3,3 km südwestlich des Barker-Nunatak in der Gruppe der Grossman-Nunatakker.
Der United States Geological Survey kartierte sie anhand von Luftaufnahmen der United States Navy aus den Jahren zwischen 1965 und 1968 sowie Landsataufnahmen von 1973 bis 1974. Das Advisory Committee on Antarctic Names benannte sie nach dem US-amerikanischen Kartografen James B. Fletcher, der gemeinsam mit seinem Kollegen Kenneth Barker das Satellitenvermessungsteam des United States Geological Survey auf der Amundsen-Scott-Südpolstation im antarktischen Winter 1977 bildete.